# Дімондейл (Мічиган)
Дімондейл (англ. Dimondale) — селище (англ. village) в США, в окрузі Ітон штату Мічиган. Населення — 1134 особи (2020).

## Географія
Дімондейл розташований за координатами 42°39′3″ пн. ш. 84°38′43″ зх. д. / 42.65083° пн. ш. 84.64528° зх. д. (42.650746, -84.645328).  За даними Бюро перепису населення США в 2010 році селище мало площу 2,43 км², з яких 2,32 км² — суходіл та 0,11 км² — водойми.

## Демографія
Згідно з переписом 2010 року, у селищі мешкали 1234 особи в 504 домогосподарствах у складі 351 родини. Густота населення становила 507 осіб/км².  Було 530 помешкань (218/км²).
Расовий склад населення:
| - 92,7 % — білих - 0,9 % — корінних американців - 0,8 % — азіатів - 0,7 % — чорних або афроамериканців - 1,6 % — осіб інших рас |

До двох чи більше рас належало 3,2 %. Частка іспаномовних становила 4,1 % від усіх жителів.
За віковим діапазоном населення розподілялося таким чином: 21,1 % — особи молодші 18 років, 62,6 % — особи у віці 18—64 років, 16,3 % — особи у віці 65 років та старші. Медіана віку мешканця становила 47,0 року. На 100 осіб жіночої статі у селищі припадало 89,3 чоловіків;  на 100 жінок у віці від 18 років та старших — 90,2 чоловіків також старших 18 років.
Середній дохід на одне домашнє господарство  становив 77 339 доларів США (медіана — 71 250), а середній дохід на одну сім'ю — 88 611 долар (медіана — 88 333). Медіана доходів становила 62 188 доларів для чоловіків та 42 014 долари для жінок. За межею бідності перебувало 2,4 % осіб, у тому числі 0,0 % дітей у віці до 18 років та 1,8 % осіб у віці 65 років та старших.
Цивільне працевлаштоване населення становило 536 осіб. Основні галузі зайнятості: освіта, охорона здоров'я та соціальна допомога — 28,5 %, публічна адміністрація — 15,5 %, роздрібна торгівля — 10,6 %, науковці, спеціалісти, менеджери — 10,6 %.